# (789) Lena
Pour les articles homonymes, voir Lena.
(789) Lena est un astéroïde de la ceinture principale découvert le 24 juin 1914 par l'astronome russe Grigori Néouïmine. Sa désignation provisoire était 1914 UU.